# Qualificazioni al campionato europeo maschile di calcio 1972 - Gruppo 2

## Classifica
| Pos | Squadra  | Pti | G | V | N | P | GF | GS | DR  |
| --- | -------- | --- | - | - | - | - | -- | -- | --- |
| 1   | Ungheria | 9   | 6 | 4 | 1 | 1 | 12 | 5  | +7  |
| 2   | Bulgaria | 7   | 6 | 3 | 1 | 2 | 11 | 7  | +4  |
| 3   | Francia  | 7   | 6 | 3 | 1 | 2 | 10 | 8  | +2  |
| 4   | Norvegia | 1   | 6 | 0 | 1 | 5 | 5  | 18 | -13 |

## Risultati
| Data              | Luogo    | Squadra 1 | Risultato | Squadra 2 |
| ----------------- | -------- | --------- | --------- | --------- |
| 7 ottobre 1970    | Oslo     | Norvegia  | 1 - 3     | Ungheria  |
| 11 novembre 1970  | Lione    | Francia   | 3 - 1     | Norvegia  |
| 15 novembre 1970  | Sofia    | Bulgaria  | 1 - 1     | Norvegia  |
| 24 aprile 1971    | Budapest | Ungheria  | 1 - 1     | Francia   |
| 19 maggio 1971    | Sofia    | Bulgaria  | 3 - 0     | Ungheria  |
| 9 giugno 1971     | Oslo     | Norvegia  | 1 - 4     | Bulgaria  |
| 8 settembre 1971  | Oslo     | Norvegia  | 1 - 3     | Francia   |
| 25 settembre 1971 | Budapest | Ungheria  | 2 - 0     | Bulgaria  |
| 9 ottobre 1971    | Colombes | Francia   | 0 - 2     | Ungheria  |
| 27 ottobre 1971   | Budapest | Ungheria  | 4 - 0     | Norvegia  |
| 10 novembre 1971  | Nantes   | Francia   | 2 - 1     | Bulgaria  |
| 4 dicembre 1971   | Sofia    | Bulgaria  | 2 - 1     | Francia   |